# 만문로당
만문로당(滿文老檔 Mǎn wén lǎo dàng)은 1607년(만력 35년)부터 1636년(숭덕 1년)에 이르기까지 청나라 태조(누르가치)와 태종(홍타이지)의 2대 사적을 편년체 방식으로 만주어로 기록한 문서이다. 《만문로당》은 《구만주당》(舊滿洲檔) 즉 《만문원당》(滿文原檔) 40책에 기초하여 건륭제 재위 기간 동안에 편찬되었다. 
권점(圈點)이 없는 구 만주어로 기록된 문서를 해독하기 어려워서 1775년부터 표준 만주어로 번역이 시작되었다. 《만문로당》에는 《만문원당》의 내용이 일부 첨가되거나 삭제되어 있다. 《만문로당》은 편의상의 명칭으로 원래의 명칭은 《권점없는 문자로 된 문서》(tongki fuka akū hergen i dangse) 및 《권점있는 문자로 된 문서》(tongki fuka sindaha hergen i dangse)이다. 북경판과 묵던판이 제작되어 오랫동안 고궁에서 보관되어 있다가, 묵던판은 1905년 일본의 나이토 코난으로 알려진 나이토 토라지로(内藤 虎次郎)에 의하여 봉천 고궁의 숭모각(崇謨閣)에서 발견되어 학계에 소개되었고, 북경판은 1931년 발견되었다. 《만문로당》의 북경판과 묵던판은 현재 중국제일역사당안관(中國第一歷史檔案館) 및 요녕성당안관(遼寧省檔案館)에 각각 보관되어 있다. 
한편 《구만주당》(만문원당)은 중화민국 타이베이의 국립고궁박물원에 보관되어 있다.

## 한국어 번역
- 태종 편: 고려대학교 민족문화연구원 만문노당역주회 옮김, 《만문노당 역주 1~4》, 소명출판, 2017
- 태조 편: 김주원·고동호·최계영·박상철·도정업 외 3인 옮김, 《만문노당 태조 1~2》, 서울대학교출판문화원, 2019